# IC 978
IC 978 ist eine spiralförmige Zwerggalaxie vom Hubble-Typ Sbc im Sternbild Jungfrau auf der Ekliptik. Sie ist rund 71 Millionen Lichtjahre von der Milchstraße entfernt und hat einen Durchmesser von etwa 15.000 Lichtjahren. 

Im selben Himmelsareal befinden sich u. a. die Galaxien IC 977 und IC 985.
Das Objekt wurde am 8. Juli 1893 vom französischen Astronomen Stéphane Javelle entdeckt.